# Termisk vind

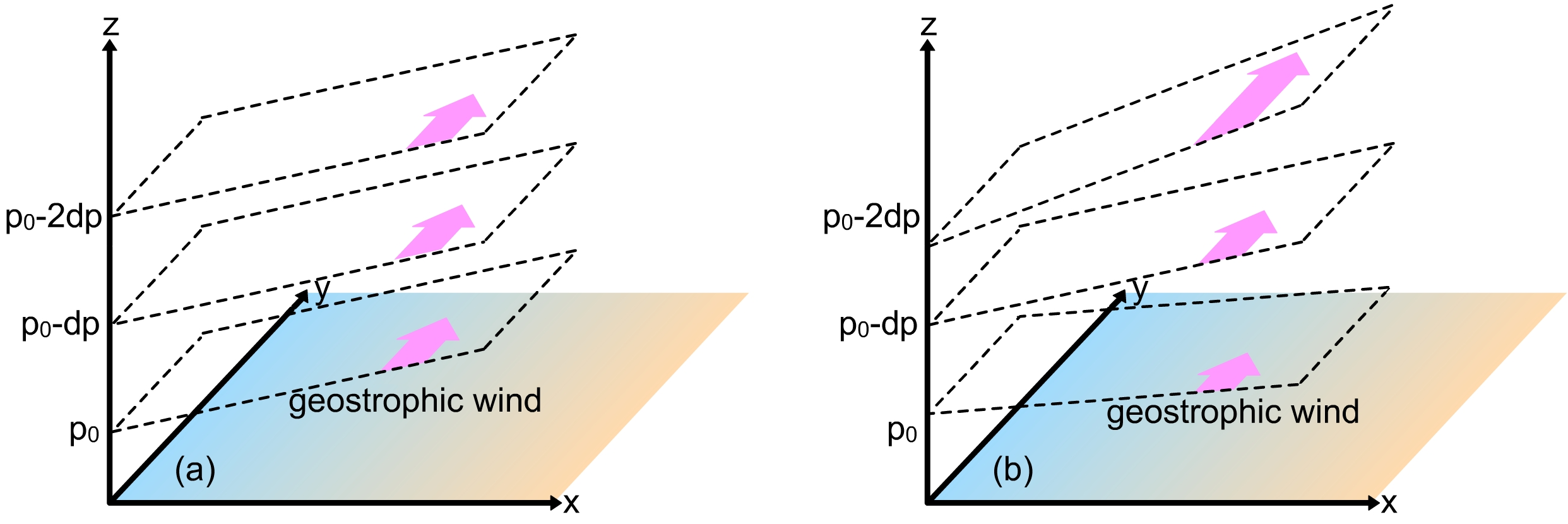
Diagram som beskriver termisk vind.

Termisk vind är en vind som går mellan områden i atmosfären med olika trycknivåer. Den existerar bara i atmosfärer med horisontella temperaturgradienter, det vill säga baroklinitet. I en barotropisk atmosfär är den geotrofiska vinden oberoende av höjd. Som namnet antyder blåser en geotermisk vind kring områden med låg respektive hög temperatur på samma vis som en geostrofisk vind blåser kring områden med lågt respektive högt tryck.

## Termiska vindekvationen
Den termiska vindekvationen lyder
{\displaystyle f\mathbf {v} _{T}=\mathbf {k} \times \nabla (\phi _{1}-\phi _{0})},
där {\displaystyle \phi _{x}} är geopotentiella höjdfält där {\displaystyle \phi _{1}>\phi _{0}}, {\displaystyle f} är Coriolisparametern och {\displaystyle \mathbf {k} } är den vertikala, uppåtriktade enhetsvektorn. Den termiska vindekvationen kan inte bestämma vinden i tropikerna eftersom {\displaystyle f} är liten eller noll där och ekvationen bara säger att {\displaystyle \nabla (\phi _{1}-\phi _{0})} är liten.

## Exempel
Temperaturkontrast mellan ekvatorn och Nordpolen: Ökande västliga vindar med höjden
Temperaturen är låg vid polarregionen och hög vid ekvatorn. Eftersom den termiska vinden på norra halvklotet kretsar kring området med låg temperatur moturs är den termiska vinden där riktad österut (västlig vind).
Eftersom den termiska vinden, som beskriver hur vinden ändrar sig med höjden, är västlig betyder det att även det atmosfäriska flödets riktning tenderar att vara västligt på hög höjd. Detta betyder att om vindhastigheten på en nivå är nära noll kommer vinden på högre nivåer vara riktad österut.
Vad som beskrivs ovan är inget mindre än jetströmen, en västlig vind som när sitt maximum strax under tropopausen och som, bland annat är en konsekvens av temperaturkontrasterna mellan ekvatorn och Nordpolen.
Advektion av varm och kall luft: Den geostrofiska vinden stängs av med höjden.
Vid advektion (värmetransport) genom geostrofisk vind gör den termiska vinden att vindriktningen ändrar riktning med höjden. Samma resonemang som i exemplet ovan om hur den termiska vinden relaterar sig till temperaturfördelningen leder till slutsatsen att en geostrofisk vind svänger av åt höger (medurs) då den strömmar mot ett kallare område och åt vänster (moturs) då den strömmar mot ett varmare område.